# Белоградчишко-трънски говори
Белоградчишко-трънските говори са група диалекти на българския език, включваща преходните говори на територията на България и Западните покрайнини.
В първата половина на XX век източната граница на компактно разпространение на белоградчишко-трънските говори минава през селата (също включени в обхвата ѝ) Подгоре, Рабиша, Върба, Сливовник, Калугер, Орешец, Боровица, Плешивец, Гюргич, Превала, Горна Лука, Митровци, Железна, Копиловци, Главановци, Дълги дел, Славиня, Каменица, Сенокос, Горни Криводол, Бърля, Комщица, Губеш, Годеч, Шума, Цръклевци, Сливница, Гълъбовци, Росоман, Клисура, Михайлово, Дивотино, Църнел, Раилово, Перник, Бела вода, Копаница, Косача, Ковачевци, Ракиловци, Враня стена, Калотинци, Раянци, Добри дол, Сушица, Брест, Бранковци, Млекоминци, Брестница, Буцелево, Долна Любата, Горна Любата и Плоча.

## Класификация
Белоградчишко-трънски говори
- Белоградчишки говор
- Царибродски говор
- Брезнишки говор
- Трънски говор
- Босилеградски говор